# Willem Joseph Laquy
Willem Joseph Laquy, né à Brühl en 1738 et mort à Clèves en 1798, est un dessinateur et peintre d'origine allemande du XVIIIe siècle. Il a exercé à Amsterdam.

## Œuvres
- La Cuisine, huile sur toile, 62,5 × 53 cm, (ca. 1760-ca. 1771).
- Galante scène in een keukeninterieur, huile sur toile, 34 × 27,5 cm (1780 à 1798).

## Galerie

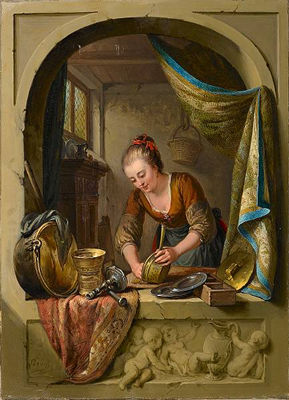
Jeune femme lavant des poêles sous une arche de pierre.
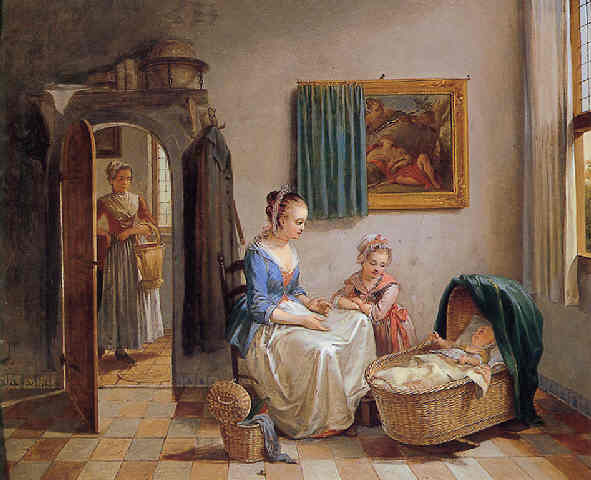
Une famille dans un intérieur. Huile sur panneau, 42,9 × 53,7 cm. Vendu chez Sotheby's New York, mercredi 23 mai 2001 (lot 116).